# 코어 라우터

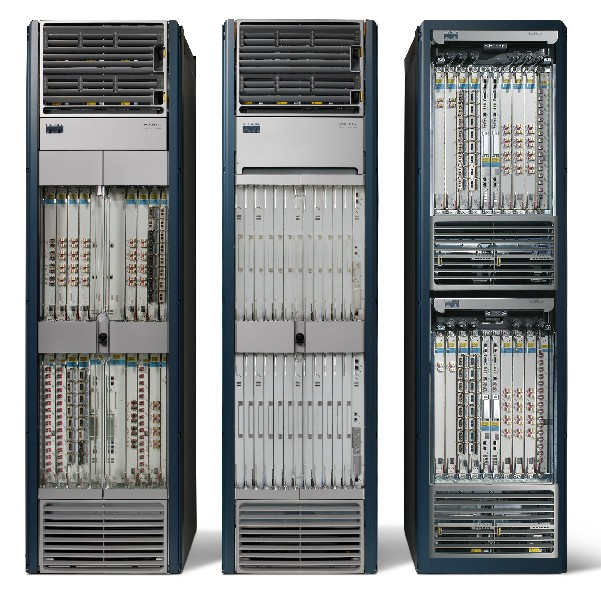
시스코 CRS-1 백본 코어 라우터

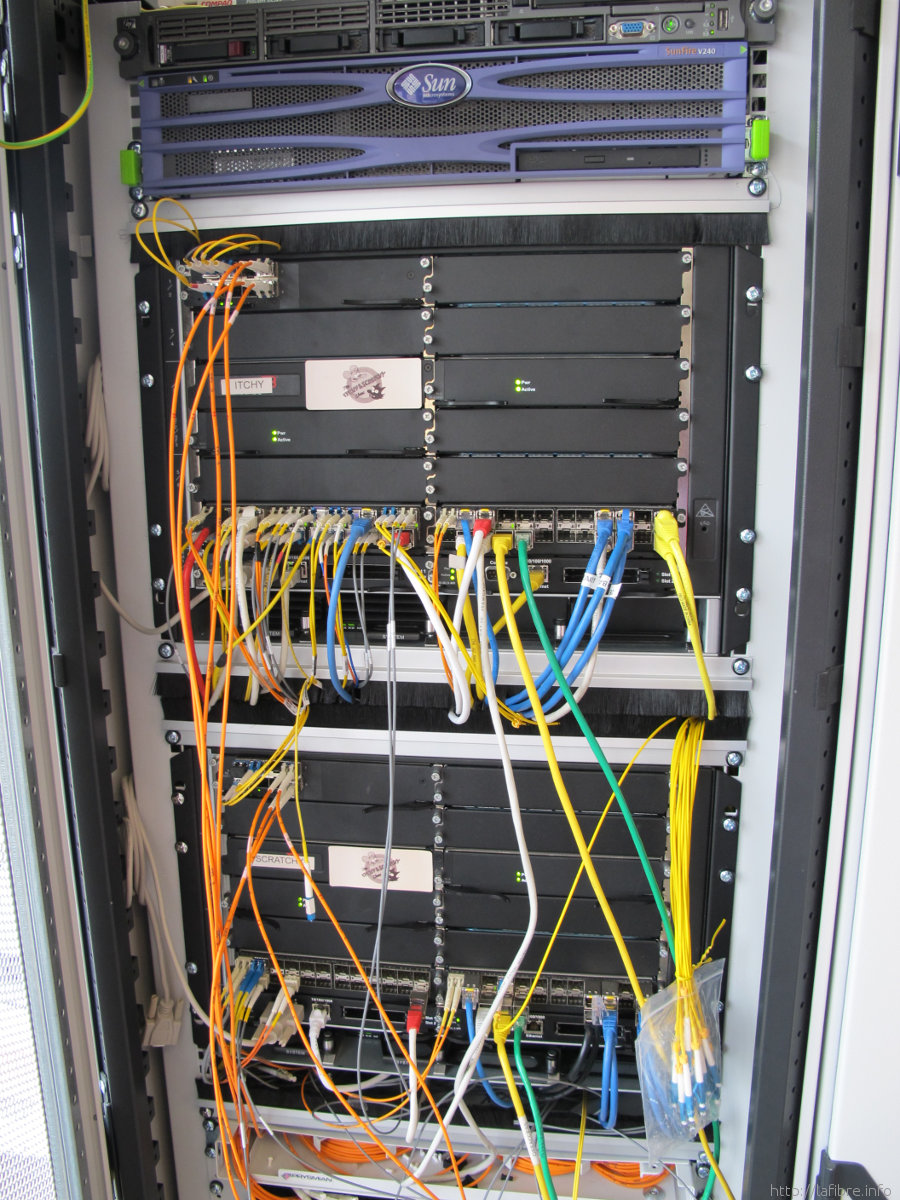
ISP 헤드엔드의 코어 라우터

코어 라우터(core router)는 라우터의 일종으로, 인터넷 백본 또는 코어, 또는 인터넷 서비스 공급자의 코어 네트워크에서 동작하도록 설계되었다. 이러한 역할을 수행하기 위해 라우터는 코어 인터넷에서 사용되는 최고 속도의 다중 전기 통신 인터페이스를 지원할 수 있어야 하며, 모든 인터페이스에서 최대 속도로 IP 패킷을 전달할 수 있어야 한다. 또한 코어에서 사용되는 라우팅 프로토콜을 지원해야 한다. 코어 라우터는 엣지 라우터와 구별된다. 엣지 라우터는 백본 네트워크의 가장자리에 위치하여 코어 라우터에 연결된다.

## 역사
"슈퍼컴퓨터"라는 용어처럼 "코어 라우터"라는 용어는 당시 가장 크고 유능한 라우터를 지칭한다. 출시 당시 코어 라우터였던 라우터는 10년 후에는 코어 라우터가 아닐 수 있다. 지역망인 NPL 네트워크는 1967년부터 768 kbit/s의 라인 속도를 사용했지만, 1969년 아파넷 (인터넷의 전신)이 시작되었을 때 가장 빠른 링크는 56 kbit/s였다. 특정 라우팅 노드는 최대 6개의 링크를 가졌다. "코어 라우터"는 IMP(인터페이스 메시지 프로세서)라고 불리는 전용 미니컴퓨터였다. 링크 속도는 꾸준히 증가하여 1990년대 중반까지 점진적으로 더 강력한 라우터가 필요했으며, 이때 일반적인 코어 링크 속도는 155 Mbit/s에 도달했다. 그 당시 광섬유 통신 기술의 여러 획기적인 발전(특히 DWDM 및 EDFA)이 결합되어 대역폭 비용을 낮추었고, 이는 코어 링크 속도의 갑작스럽고 극적인 증가를 이끌었다. 2000년에는 코어 링크가 2.5 Gbit/s로 작동했으며, 코어 인터넷 회사들은 10 Gbit/s 속도를 계획하고 있었다.
1990년대 코어 라우터의 가장 큰 공급자는 시스코 시스템즈였으며, 광범위한 제품 라인의 일부로 코어 라우터를 제공했다. 주니퍼 네트웍스는 1996년에 이 사업에 진출하여 주로 코어 라우터에 집중했으며, 링크 속도 증가로 인한 라우팅 기능의 급격한 증가 필요성에 대응했다. 또한 여러 신생 기업들이 1990년대 후반에 새로운 코어 라우터를 개발하려고 시도했다. 이 시기에 "코어 라우터"라는 용어가 널리 사용되었다. 이 라우터들이 요구하는 포워딩 속도가 너무 높아 단일 프로세서나 단일 메모리로는 충족할 수 없었으므로, 이 시스템들은 모두 내부 스위칭 패브릭을 기반으로 하는 어떤 형태의 분산 아키텍처를 사용했다.
인터넷은 역사적으로 공급이 제한적이었으며, 코어 인터넷 공급자들은 수요를 충족하기 위해 인터넷을 확장하는 데 어려움을 겪었다. 1990년대 후반에 그들은 닷컴버블로 인한 수요의 급격한 증가를 예상했다. 2001년에는 코어 링크 용량의 갑작스러운 확장이 코어에서 인터넷 대역폭의 실제 수요를 능가했음이 명확해졌다. 코어 인터넷 공급자들은 한동안 새 코어 라우터 구매를 연기할 수 있었고, 대부분의 신생 기업은 사업을 접었다.
2012년 현재 일반적인 인터넷 코어 링크 속도는 40 Gbit/s이며, 많은 링크는 일본전신전화에서 제공하는 111 Gbit/s의 이론적인 현재 최대 속도에 도달하거나 초과하는 더 빠른 속도이다. 이는 현재 세대의 클라우드 컴퓨팅 및 기타 대역폭 집약적(종종 대기 시간에 민감한) 애플리케이션(예: 고화질 비디오 스트리밍 (IPTV 참조) 및 음성 인터넷 프로토콜)에 대한 수요 폭발을 제공한다. 이는 또한 DOCSIS 3, 채널 본딩, VDSL2(후자는 이론적인 최대 250 Gbit/s에서 0.0m의 VRAD에서 일반적인 조건 하에서 일반 비차폐 트위스트 페어 구리 케이블에서 100 Mbit/s 이상을 짜낼 수 있다)와 같은 새로운 기술과 더 정교한 프로비저닝 시스템(광섬유[광케이블]을 노드로 연결하는 FTTN 및 광섬유를 건물로 연결하는 FTTP 또는 Cat 5e 케이블로 프로비저닝된 FTTP)과 함께 특별한 장비나 수정 없이 대량 시장 주거 소비자에게 300 Mbit/s 이상의 다운스트림 속도와 100 Mbit/s 이상의 업로드 속도를 제공할 수 있다(예: 버라이즌 FiOS).

## 현재 코어 라우터 제조업체
(괄호 안은 코어 라우터 모델)
- 노키아 (7950 확장 가능 라우팅 시스템 [XRS] 시리즈, 7750 시리즈)
- 시에나 (시에나 5430 15T, 시에나 6500)[5][6]
- 시스코 시스템즈 (8000 시리즈, CRS (이전), 네트워크 컨버전스 시스템 6000)[7]
- 익스트림 네트웍스 (블랙 다이아몬드 20808)
- 에릭슨 (기업) (SSR 시리즈)
- 화웨이 테크놀로지스 Ltd. (넷엔진 9000 (NE9000), 넷엔진 5000E, 넷엔진 80E, 넷엔진 80)
- 주니퍼 네트웍스 (주니퍼 T 시리즈 및 PTX 시리즈)
- ZTE (ZXR10 시리즈: T8000, M6000)

## 이전 코어 라우터 제조업체
- 알카텔-루슨트 (2016년 노키아에 인수)
- 알레그로 네트웍스
- 액시오웨이브 네트웍스
- 아비치 시스템즈 (2008년 소프스톤 네트웍스로 사명 변경, 더 이상 코어 라우터 제조 안 함)
- 브로케이드 커뮤니케이션스 시스템즈 (넷아이언 XMR 시리즈)
- 캐스피안 네트웍스 (2006년 폐업, 코어 라우터 A120 및 A50 제조)
- 샬롯츠 웹 네트웍스
- 치아로 네트웍스 (2005년 폐업, 치아로 엔스타라 코어 라우터 제조)
- 파운드리 네트웍스 (2008년 브로케이드에 인수)
- 하이퍼칩
- 아이피옵티컬
- 아이언브릿지
- 마르코니 (통신 사업 부문 2006년 에릭슨에 인수)
- 노텔 네트웍스 (파산)
- 오스피어 넷 시스템즈
- 플루리스
- 프로켓 네트웍스 (2004년 시스코 시스템즈에 인수)

## 같이 보기
- 시스코 시스템즈의 인수 목록
- 엣지 라우터
- 네트워크 토폴로지